# Ferguson, Missouri
Ferguson är en stad i St. Louis County i Missouri. Vid 2020 års folkräkning hade Ferguson 18 527 invånare.

## Kända personer från Ferguson
- Tyron Woodley, MMA-utövare